# Nouvel hôtel de ville de Szczecin
 (septembre 2021).
Le nouvel hôtel de ville de Szczecin (en polonais : Czerwony Ratusz) est situé dans la nouvelle ville de Szczecin.

## Histoire
La construction était nécessaire car l'ancien hôtel de ville sur Heumarkt ne pouvait plus accueillir l'administration. La première pierre du bâtiment a été posée le 2 novembre 1875, bien que la construction de l'hôtel de ville ait déjà été approuvée par le conseil municipal en 1856. Les travaux de construction se sont achevés en janvier 1879.

## Descriptif du bâtiment
Le bâtiment est typique de l'architecture néo-gothique en briques, pittoresquement situé sur un talus. Le bâtiment est couronné de nombreux pinacles. Les frises et les acanthes des façades sont typiques de l'époque de la construction. Les sculptures allégoriques du portail principal, qui symbolisent l'industrie, l'agriculture, la navigation et la science, se dressent comme des figures d'église dans des niches à piliers.
Un escalier autour de la mairie relie la Viktoriaplatz (plac Stefana Batorego) à l'avant avec la place Ratuszowy. A l'arrière, deux volées d'escaliers mènent à l'arrière de l'hôtel de ville, qui est plus impressionnant que l'avant. L'entrée de la cave voûtée de la mairie se situe entre les escaliers.

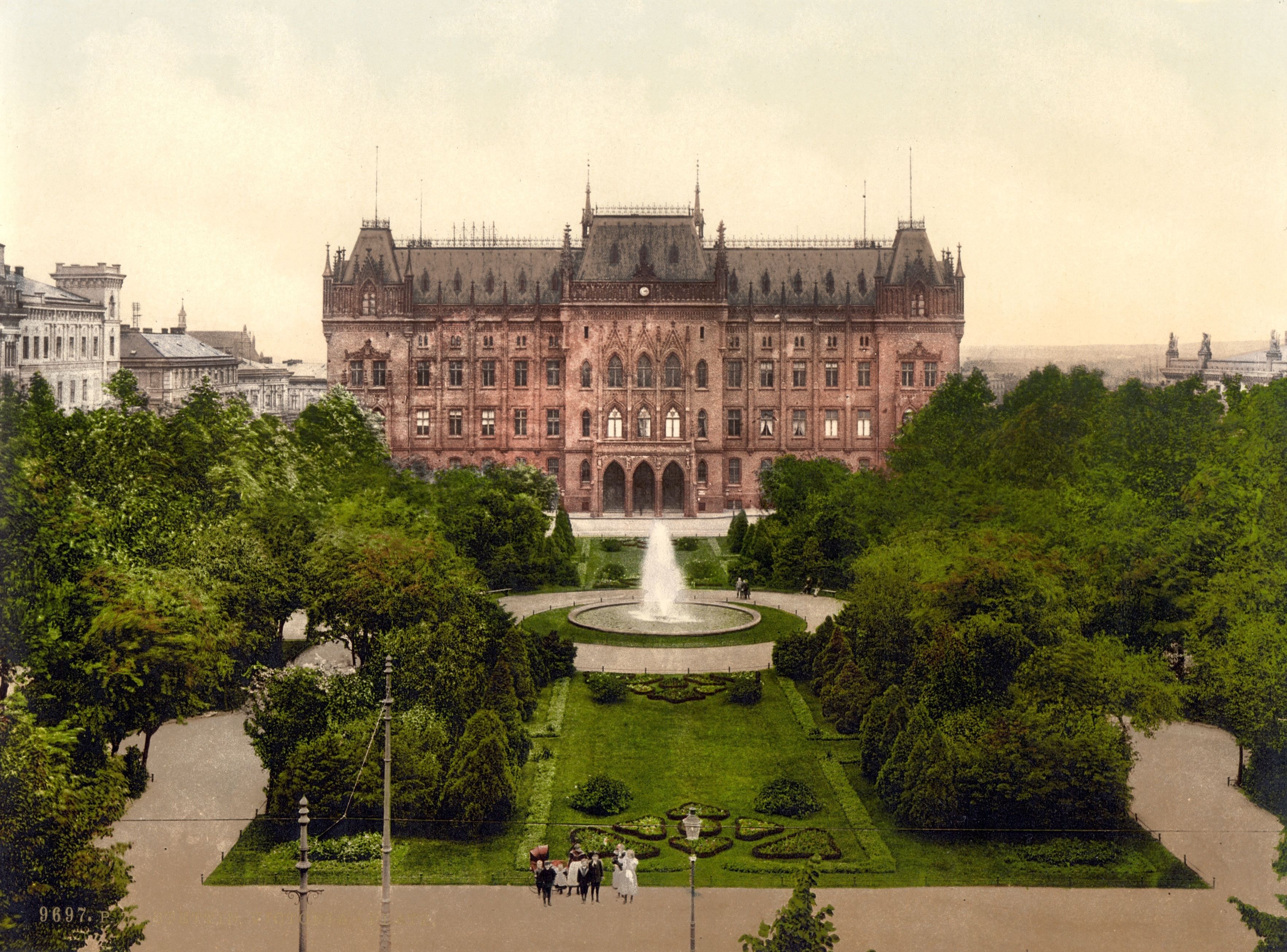
Photographie de la fin du XIXe siècle
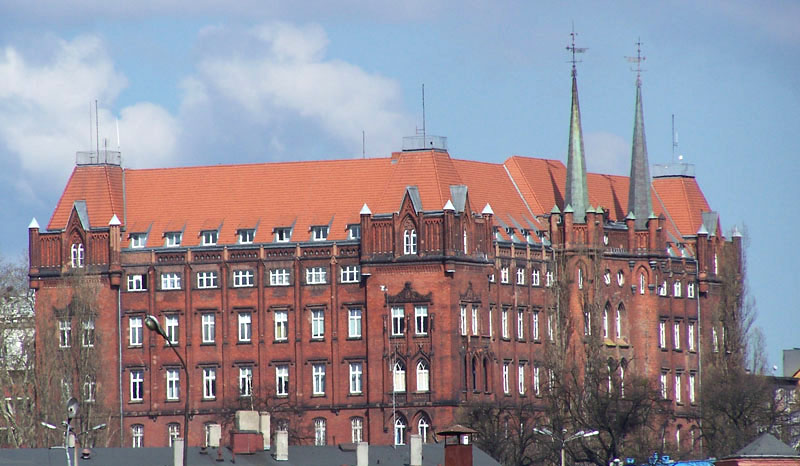
Vue de la mairie depuis le sud
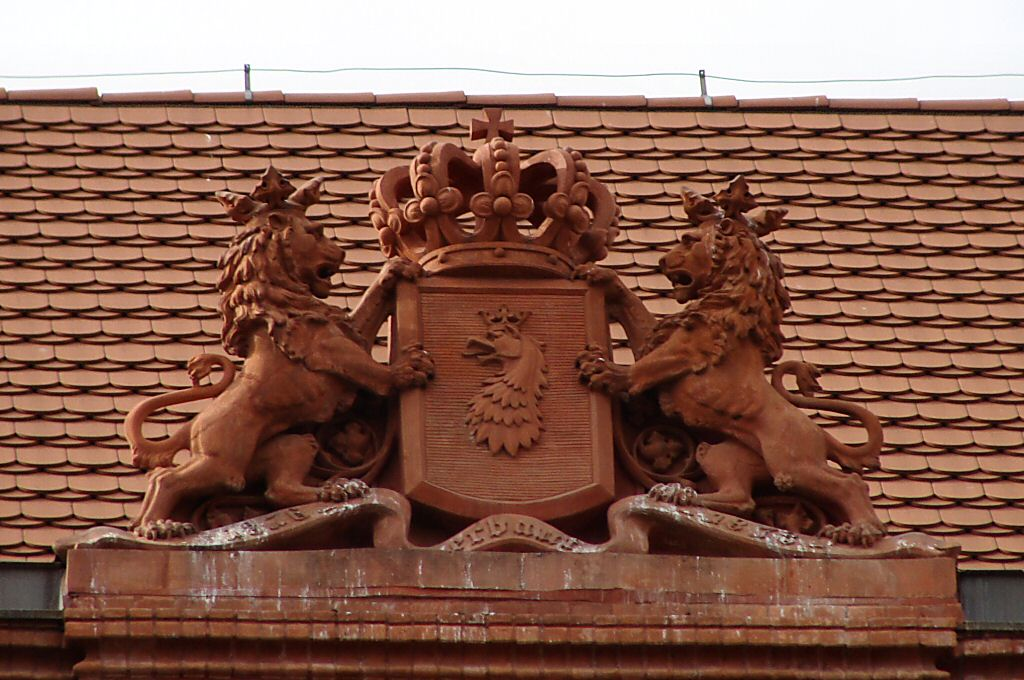
Armoiries de la ville sur la façade est
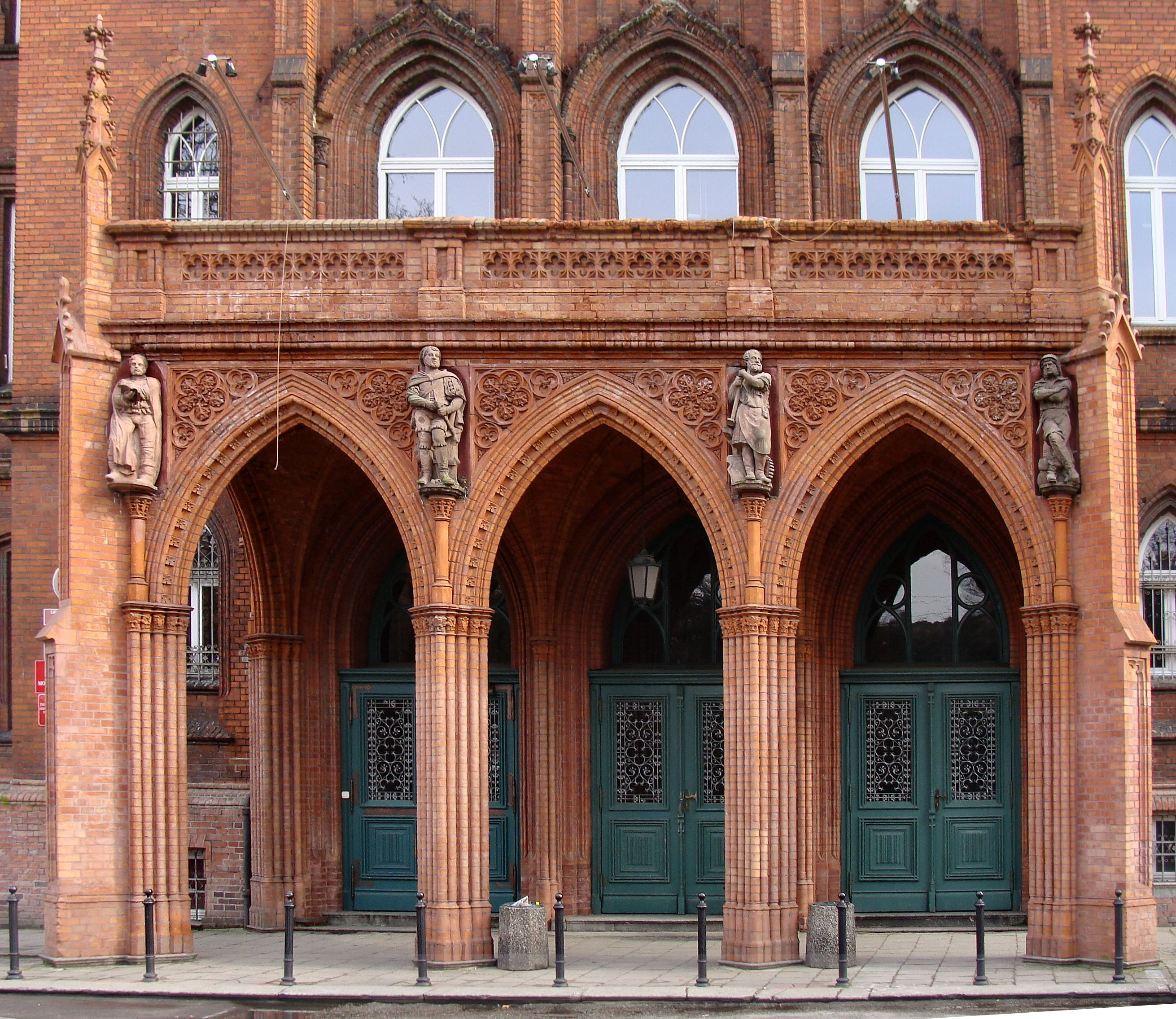
Entrée de la mairie par l'ouest
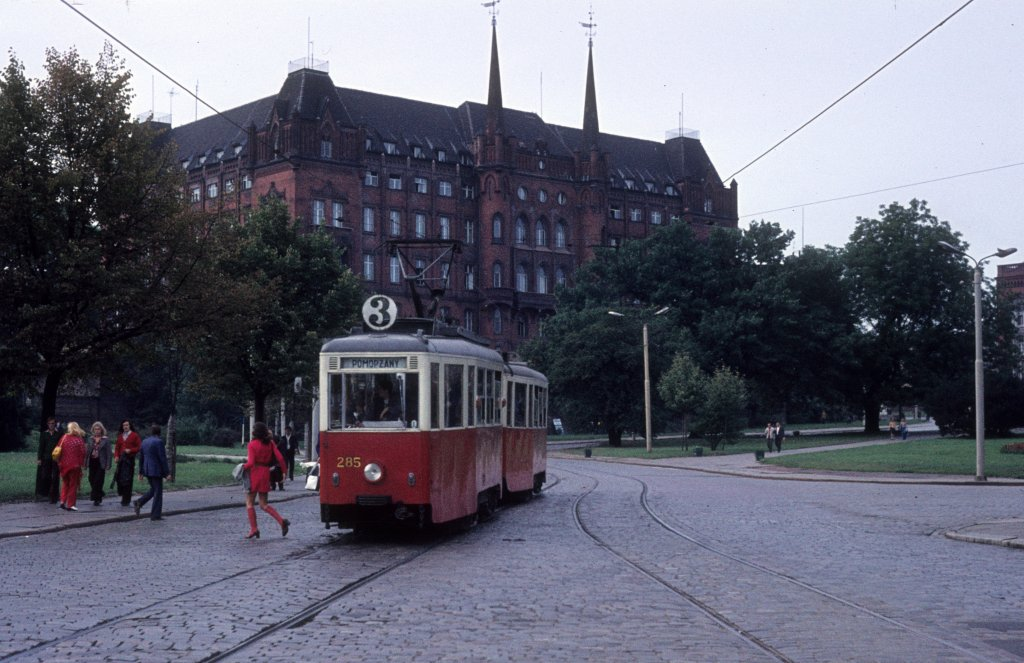
Mairie 1975

## Littérature
- Edwin Kuna: Kleiner Stadtführer durch die Altstadt von Stettin. Haff Verlag, 2011, p. 16–17.
- Ernst Badstübner, Uwe Albrecht: Backsteinarchitektur in Mitteleuropa: neue Forschungen ; Protokollband des Greifswalder Kolloquiums 1998, p. 361.